# Punta Carretas
Punta Carretas és un barri costaner del sud de Montevideo, Uruguai. Limita amb el Parque Rodó i Pocitos al nord, mentre que a l'est, sud i oest es troba delimitat pel litoral del Riu de la Plata.
Segons dades del cens de 2005, el barri té una població de 24.679 habitants.

## Informació
El Parque Rodó, la Facultat d'Enginyeria de la Universitat de la República i el Club de Golf de Montevideo formen la seva part occidental, mentre que a l'est s'ubiquen el centre comercial (shopping) de Punta Carretas, l'hotel Sheraton, el parc de Villa Biarritz i el Museu de Juan Zorrilla de San Martín. Al sud del barri es troba el cap de Punta Carretas, també conegut com a Punta Brava, el qual dona el seu nom a aquesta divisió territorial. El Far de Punta Carretas, fundat el 1876, també es troba al cap del mateix nom.